# Hospital Regional Docente Clínico Quirúrgico Daniel Alcides Carrión
El Hospital Regional Docente Clínico Quirúrgico Daniel Alcides Carrión es un hospital ubicado en la ciudad de Huancayo, Perú.

## Historia
El 20 de julio de 1945, durante el primer gobierno de Manuel Prado Ugarteche se inició la construcción del hospital sobre un terreno de cuatro hectáreas de las que dos fueron donadas por el vecino huancaíno Leandro Lora y otras dos adquiridas para ese efecto con fondos donados por la colonia china residente en Huancayo y el senador por Junín Manuel D. Piélago. La obra se realizó conforme al proyecto ejecutado por el departamento de obras de Fondo Nacional De Salud Y Bienestar Social y fue entregada a la firma constructora José A. y Alberto Sacco M. Q. La construcción se vio paralizada por varios años concluyendo recién en 1954 requiriéndose un aporte de la Sociedad de Beneficencia Pública de Huancayo para la adquisición de las instalaciones mecánicas, equipamiento quirúrgico y mobiliario de oficina.
El hospital fue inaugurado el 23 de agosto de 1958 con la presencia del Ministro de Salud Pública y Asistencia Social, Francisco Sánchez-Moreno Moscoso, el director de salubridad el Dr. Raúl flores Gonzales y el alcalde provincial de Huancayo Jerónimo Silva Arrieta. Tras 53 años de funcionamiento, en el año 2011 fue denominado como Hospital Docente Clínico Quirúrgico en mérito de la Resolución Directoral N° 033-2011 de la Dirección Regional de Junín. Así, el 2014 se proyecto su ampliación en sus propios terrenos añadiéndole un total de 24,500 metros cuadrados adicionales, construcción que fue inaugurada el 19 de julio del 2016 durante el gobierno de Ollanta Humala Tasso.